# 1959 dans les chemins de fer
Chronologie des chemins de fer
1958 dans les chemins de fer - 1959 dans les chemins de fer - 1960 dans les chemins de fer

## Évènements

### Février
- 4 février, Algérie / France : une ordonnance[1] remplace l'Office des chemins de fer algériens (CFA) par la  Société nationale des chemins de fer français en Algérie (SNCFA).

### Mai
- 31 mai, France : l’autorail Panoramique X 4200 entre en service sur les lignes touristiques Clermont-Ferrand-Nîmes et Marseille-Nice. Cet autorail fabriqué par la RNUR était sorti de l'usine de Choisy-le-Roi début 1959.

### Octobre
- 1er octobre, France : mise en exploitation de la section électrifiée Valence - Avignon
- 23 octobre, France : livraison à la Société nationale des chemins de fer français (SNCF) de la première locomotive diesel 040 DG 01 (BB 66000).

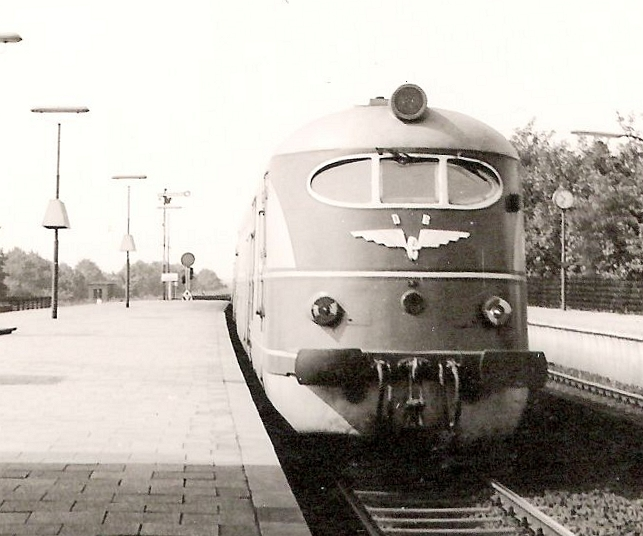
Les tractrices diesel Interzones VT 12.14 de la Deutsche Reichsbahn (RDA) lors du voyage inaugural Hambourg-Bergedorf en juillet 1959.

## Marquages et livrées
- SNCF : généralisation de la bande jaune de première classe au-dessus des fenêtres.